# Rosa × damascena
La rosa di Damasco (Rosa × damascena Herrm., 1762), anche nota come rosa di Castiglia, è una pianta appartenente alla famiglia delle Rosacee.
È un ibrido artificiale ottenuto dall'incrocio R. gallica × R. moschata.  
I fiori sono rinomati per il loro profumo e vengono utilizzati in profumeria per la fabbricazione dell'olio di rosa e l'acqua di rose. I petali della rosa di Damasco sono commestibili: possono infatti essere usati per aromatizzare il cibo, come guarnizione e utilizzati per la preparazione di tisane. La rosa di Damasco viene anche usata per la preparazione del gulkand.

## Storia
La rosa di Damasco è un fiore coltivato e che non si trova più allo stadio selvaggio. Sebbene la tradizione faccia provenire il fiore dal Medio Oriente, test genetici indicano che essa si tratta in realtà di un ibrido di rosa moschata incrociata con il polline della specie fedtschenkoana. Si presume pertanto che l'origine del fiore sia da rintracciare nell'area pedemontana dell'Asia centrale.
Alcuni ritengono che la rosa damascena fu portata dalla Siria all'Europa grazie al crociato francese Roberto I di Dreux, che prese parte all'assedio di Damasco del 1148 durante la seconda crociata. Il nome della rosa si riferisce all'omonima città siriana, nota per il suo acciaio, i tessuti e le rose.
Altri resoconti riportano invece che furono gli antichi romani a esportare la rosa presso le loro colonie in Inghilterra. Qualcuno riporta che il medico del re Enrico VIII donò al sovrano una rosa di Damasco intorno al 1540.

## Descrizione
La rosa di Damasco è un arbusto dall'aspetto informale a foglie decidue che può raggiungere un'altezza pari a 2,2 metri. I suoi fusti sono ricoperti da spine robuste e curve e da setole rigide. Le foglie sono pennate, con cinque (raramente sette) foglioline. Le rose hanno una colorazione che spazia dal rosa chiaro al rosso chiaro e i suoi fiori, di dimensioni relativamente piccole, crescono in gruppi.

## Tassonomia
Esistono due principali varietà di rosa di Damasco:
- R. × damascena nothovar damascena – ha una breve stagione di fioritura e perdura solo in estate.
- R. × damascena nothovar semperflorens – ha una stagione di fioritura più lunga, che si estende fino all'autunno.

Quella di Damasco ha assunto un posto di rilievo fra le rose da giardino e da essa provengono altri tipi di rosa fra cui la rosa di Ispahan, l'ibrida rosa × centifolia, così come la rosa di Bourbon, quella di Portland e quelle ibride perpetue. La cultivar conosciuta come Rosa gallica trigintipetala o Rosa damascena Trigintipetala è considerata un sinonimo di Rosa × damascena. Esiste anche la varietà semi-doppia a fioritura conosciuta come celsiana.

## Usi

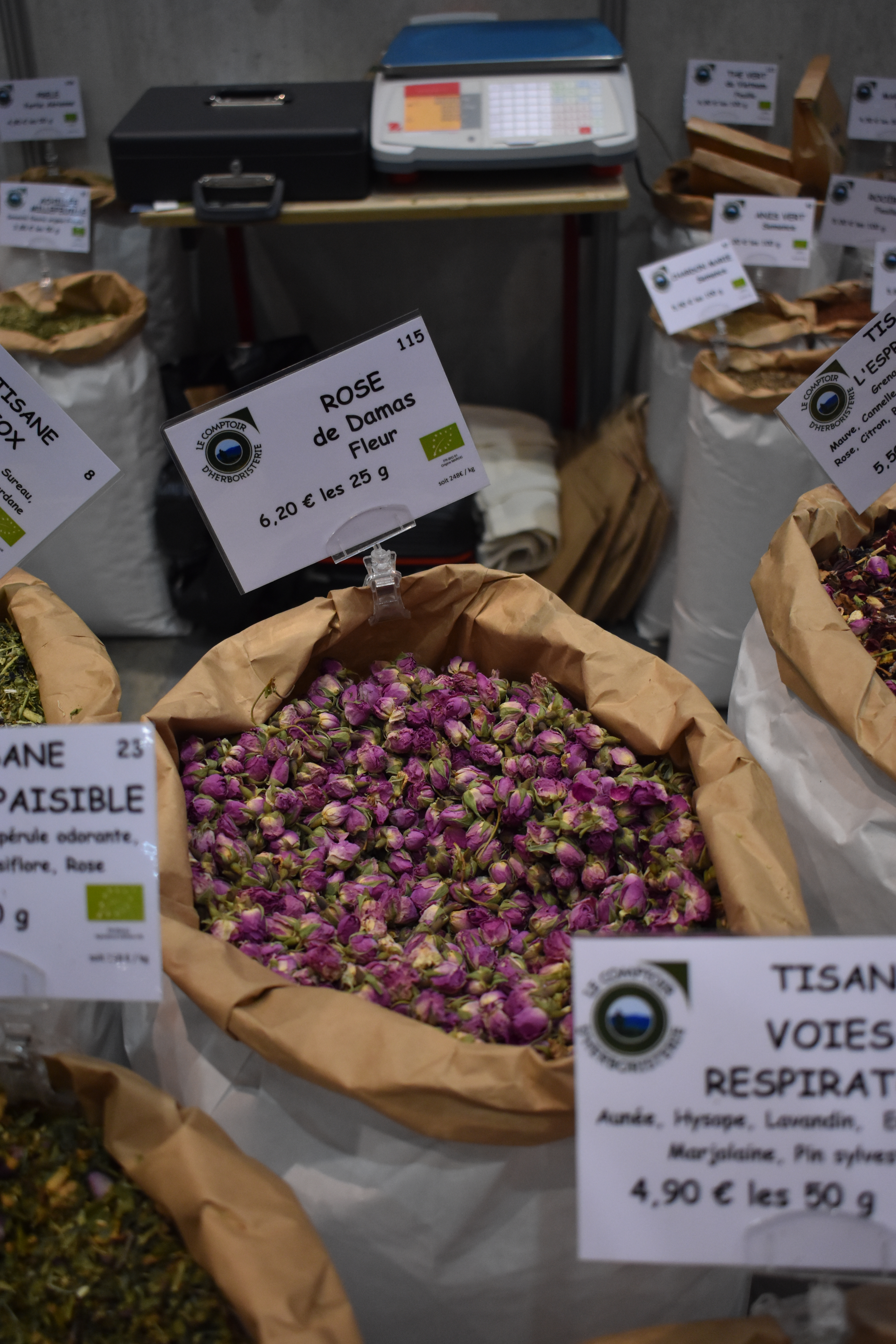
Rose di Damasco essiccate esposte in una bancarella (2019)

Nelle culture persiane, mediorientali e indiane le rose di Damasco costituiscono una spezia e un ingrediente aromatico e vengono usate per la preparazione di vari alimenti fra cui l'acqua di rose, usata per condire la carne, il cosiddetto ras el hanout marocchino e la polvere di rose, che serve a insaporire le salse. Fra i piatti a base di rosa si possono citare il pollo alla rosa della cucina persiana, il lokum, il tè zuhurat, la confettura di rose, nonché diversi tipi di latticini fra cui yogurt, gelati e il risolatte alla rosa.